# بیریوباش
بیریوباش (انگلیسی: Biryubash) یک شهرک در شهرستان میشکینسکی استان باشقیرستان کشور روسیه است.